# Diana Gonzales
Diana Carolina Gonzales Delgado (Arequipa, 12 de enero de 1992) es una voleibolista, empresaria y política peruana. Fue presidenta de la Federación Peruana de Voleibol de 2016 a 2018. Es congresista de la república para el periodo 2021-2026. 

## Biografía

### Voleibolista
Jugó en Alianza Lima, Club Sporting Cristal Vóley, Club de Regatas Lima y Circolo Sportivo Italiano de la Liga Nacional Superior de Voleibol del Perú. Fue presidenta de la Federación Peruana de Voleibol de 2016 a 2018.

### Política
En las elecciones generales de 2021, fue elegida congresista de la república por Avanza País, para el periodo parlamentario 2021-2026.

## Selección nacional
- 2008: Segundo puesto en Sudamericano de Menores de Perú
- 2009: Sexto puesto en Mundial de Menores en Ratchasima, Tailandia
- 2010: Segundo puesto en Sudamericano de Juveniles en Colombia